# Scoparia protorthra
Scoparia protorthra är en fjärilsart som beskrevs av Edward Meyrick 1885. Scoparia protorthra ingår i släktet Scoparia och familjen Crambidae. Inga underarter finns listade i Catalogue of Life.